# Евтим Кантурски
Евтим Христов Кантурски е български революционер, малешевски деец на Вътрешната македоно-одринска революционна организация.

## Биография
Евтим Кантурски е роден в малешевското село Негрево, тогава в Османската империя. Изселва се в Кюстендил, Свободна България. Присъединява се към ВМОРО. На 17 март 1903 година тръгва през Сажденик с обединената чета на Христо Чернопеев. С нея се включва в Илинденско-Преображенското въстание през лятото на същата година и участва в редица сражения в Малешевско и Струмишко. В четата остава до 1906 година.